# Acanthacaris
Acanthacaris ist eine meeresbewohnende Gattung der Zehnfußkrebse (Decapoda) aus der Familie der Hummerartigen (Nephropidae). Sie umfasst zwei Arten, Acanthacaris tenuimana und Acanthacaris caeca, die vor allem in der Tiefsee zu finden sind. Beide Arten werden trotz ihrer relativ großen Körpergröße nicht befischt.

## Beschreibung
Acanthacaris erreicht Körperlängen von bis zu 40 cm, wobei die Carapax-Länge bis zu 20 cm betragen kann.
Das Rostrum von Acanthacaris ist größtenteils seitlich eingedrückt und besitzt rücken- und bauchseitig, jedoch nicht seitliche Zähne. Die Oberfläche von Carapax und Pleon ist übersät von vielen kleinen spitzen Stacheln (spinules). Auch das Telson weist an seinen Rändern viele Stacheln auf. Die Augen von Acanthacaris sind stark reduziert und nicht pigmentiert, die Krebse dieser Gattung sind wohl blind.
Das erste Paar der Schreitbeine ist gleich, die einzelnen zu Scheren geformten Segmente sind zylindrisch und besitzen viele kleine Dornen. Das zweite Schreitbeinpaar ist außergewöhnlich lang und schlank, während das dritte wesentlich kürzer aber robuster erscheint. Die Exopoditen der Uropoden haben eine vollständige Diaeresis, eine querverlaufende Vertiefung.

## Verbreitung und Lebensraum
Die zwei Arten der Gattung Acanthacaris haben getrennte Verbreitungsgebiete. Acanthacaris caeca ist im Golf von Mexiko, der Karibik und vor Florida, hauptsächlich in Tiefen von 550 bis 825 m gefunden worden. Acanthacaris tenuimana ist an den Küsten des Indischen Ozeans sowie des Westpazifiks heimisch. Diese Art lebt vor allem in Tiefen zwischen 600 und 1670 m. Beide Arten leben eher auf weichem Schlamm und in selbstgegrabenen Höhlen.

## Systematik und Taxonomie
Die Gattung besteht aus den folgenden Arten:
- Acanthacaris caeca A. Milne-Edwards, 1881
- Acanthacaris tenuimana Bate, 1888

Die beiden Arten lassen sich durch das Verhältnis der Längen von Scherenfinger zu Scherenhand bestimmen. Bei Acanthacaris caeca beträgt dieses Verhältnis etwa 1, bei Acanthacaris tenuimana ist es deutlich größer als 1, die Scherenfinger sind also bei letzterer Art deutlich länger als die Scherenhände.
Die Gattung scheint ein basales Taxon innerhalb der Hummerartigen zu sein und ist damit Schwestertaxon zu den restlichen Gattungen dieser Familie. In manchen Systematiken wird dem Rechnung getragen, indem die Gattung in eine eigene Unterfamilie, die Neophoberinae (Glaessner, 1969) gestellt wird. Zu den charakteristischen Autapomorphien zählen u. a. die Morphologie des Rostrums und symmetrische Scheren mit schmalen, zylindrisch geformten Scherenhandflächen mit nadel-förmigen Zähnchen auf den Scherenfingern.
Die Erstbeschreibung der Gattung erfolgte im Jahr 1881 durch Alphonse Milne-Edwards unter dem Namen Phoberus mit der Typspezies Phoberus caeca. Charles Spence Bate entdeckte bei der Challenger-Expedition und somit vor 1881 die zweite Art und benannte sie zunächst Acanthacaris tenuimana. Die Veröffentlichung seiner Beschreibung konnte erst 1888 erfolgen, weshalb er den Gattungsnamen von Milne-Edwards übernahm. Phoberus ist allerdings eine Untergattung der Erdkäfern (Trogidae). Martin Glaessner nannte die Gattung im Jahr 1969 deshalb Neophoberus. Als älterer Name ist nun Acanthacaris zu verwenden. Synonyme der Gattung sind folglich Phoberus (A. Milne Edwards, 1881) und Neophoberus (Glaessner, 1969), sowie die Falschschreibungen Acanthocaris (Bate, 1888) und Phoderus (Ramos, 1950).
Es sind keine fossilen Funde bekannt. Die einst als nahe verwandt geltende, fossile Gattung Palaeophoberus (Glaessner, 1932) zählt wohl zu den Chilenophoberidae.